# Reutberg (Gunzenhausen)
Reutberg ist ein Gemeindeteil der Stadt Gunzenhausen im Landkreis Weißenburg-Gunzenhausen (Mittelfranken, Bayern). Reutberg liegt in der Gemarkung Gunzenhausen.

## Lage
Die ehemalige Einöde liegt südöstlich von Alt-Gunzenhausen zwischen dem Burgstall und einem Flugplatz im Norden, dem Gunzenhäuser Gemeindeteil Oberasbach im Osten und dem Gunzenhäuser Gemeindeteil Weinberg im Süden.

## Ortsname
Der Ortsname bedeutet eine Ansiedelung auf einem Berg, der durch „Reuten“, das heißt durch Ausgraben von Wurzelstöcken, urbar gemacht wurde, also zuvor bewaldet war.

## Geschichte
Nach dem Ende der Römerzeit nördlich der Donau, hervorgerufen durch die Alemannenstürme im Jahr 233, bewaldete sich das Gebiet der späteren Reutbergflur im 3. und 4. Jahrhundert wohl wieder und diente im 8. Jahrhundert dem Kloster Gunzenhausen zur Holznutzung, blieb aber Königswald. Im 12. Jahrhundert gingen die königlichen Bewaldungen durch Rodung an die Grafen von Truhendingen über.
Die Einöde ist erstmals 1368 urkundlich erwähnt, als Wilhelm von Seckendorff dem Burggrafen Friedrich von Nürnberg mit der Stadt Gunzenhausen unter anderem auch den „hofe genant der Reutperg“ verkaufte. 1411 erfährt man, dass Burggraf Friedrich einem Ulrich Hwrener „Rewtberg“ zu Lehen gab. Elf Jahre später, als Burggraf Friedrich VI. von Nürnberg als erster Markgraf von Brandenburg-Ansbach regierte, bewilligte das Kloster Himmelthron einen Gütertausch zwischen Friedrich und der Stadt Gunzenhausen, bei dem der Markgraf den kleinen Zehnt des Reutberger Hofes erhielt. 1454 ist der Gunzenhäuser Bürger Ulrich Metzler Besitzer des Hofes, der als Schafhof bezeichnet ist; Abgaben leistet er an Gunzenhausen. In der Folgezeit erscheinen weitere brandenburgische Lehenbesitzer namentlich in Urkunden und Salbüchern. Die Schäferei Reutberg kam später in den Besitz der Stadt Gunzenhausen; so gehörte 1732 das Anwesen der Stadt, gültbar dem brandenburgischen Kastenamt Gunzenhausen und gepfarrt nach Gunzenhausen. Die Vogtei und die hohe Gerichtsbarkeit lagen beim markgräflichen Oberamt Gunzenhausen.
1792 wurde der Reutberg-Hof mit Gunzenhausen preußisch. Für 1801 ist für den „Reitberg“ eine Untertanenfamilie verzeichnet, die zum preußischen Ansbachischen Oberamt Gunzenhausen gehört. Erwähnt ist nunmehr auch ein Steinbruch, der zum Reutberg-Anwesen gehört. Am 1. Januar 1806 wurde der Reutberg-Hof mit Gunzenhausen bayerisch. Er gehörte ab 1808 zum Steuerdistrikt Gunzenhausen im Landgericht und Rentamtsbezirk Gunzenhausen.
Bei der nächsten Gemeindereform 1818 wurde Gunzenhausen und mit der Stadt auch Reutberg Stadtgemeinde im neuen Bezirksamt Gunzenhausen (gebildet aus den Landgerichten Gunzenhausen und Heidenheim) des ebenfalls neuen Rezatkreises, der am 1. Januar 1838 in Mittelfranken umbenannt wurde.
1818 wohnten im Reutberger Anwesen zwölf, 1824 acht Einwohner. 1829 wird der von Gunzenhausen eine viertel Stunde entfernte Schafhof Reutberg von einer Familie mit zwölf Personen bewohnt. 1867 ist von drei Gebäuden die Rede, in denen sieben nach Cronheim gepfarrte Personen wohnen.
1950 zählte man in zwei Häusern 14 Einwohner. Im Zuge der Kreisgebietsreform in Bayern, die am 1. Juli 1972 in Kraft trat, verlor Gunzenhausen den Landkreissitz und ist seitdem eine Stadt im neuen Landkreis Weißenburg in Bayern, dessen Name am 1. Mai 1973 amtlich in Landkreis Weißenburg-Gunzenhausen geändert wurde.
1965 wurde auf dem Reutberg ein Segelflugplatz in Betrieb genommen. Am Reutberg sind Neubaugebiete der Stadt Gunzenhausen entstanden. Außerdem befindet sich hier ein 1974 bis 1976 erbautes Kreiskrankenhaus. Der „Hochbehälter Reutberg“ versorgt Gunzenhausen mit Trinkwasser. Der heutige Ortsteil wird von der Stadtbuslinie 641 angefahren.